# زن کولی جوان
زن کولی جوان (به انگلیسی: Young Gypsy Woman) یک نقاشی اثر کرلیس هونز است. این نقاشی که در سال ۱۸۷۰ خلق شده‌است هم‌اکنون در موزه ملی هنر لتونی قرار دارد.

## آفرینش
این نقاشی در تابستان ۱۸۷۰ در بلژیک کشیده شده‌است؛ زمانی که هونس در سالن پاریس شرکت کرد و پس از آن به نورماندی و سپس بلژیک رفت.